# Fuentes de Ayódar
Fuentes de Ayódar – gmina w Hiszpanii, w prowincji Castellón, we wspólnocie autonomicznej Walencja, o powierzchni 10,98 km². W 2011 roku liczyła 149 mieszkańców.